# Dmitrij Něljubin
Dmitrij Vladislavovič Něljubin (rusky Дмитрий Владиславович Нелюбин; 8. února 1971 Leningrad – 1. ledna 2001 Petrohrad) byl sovětský a ruský cyklista. V sedmnácti letech zvítězil spolu s Vjačeslavem Jekimovem, Artūrasem Kasputisem a Gintautasem Umarasem ve stíhacím závodě družstev na LOH 1998 v Soulu. Byl zabit v pouliční bitce během silvestrovské noci 1. ledna 2005. Podezřelí pocházející z Kabardsko-Balkarska byli zatčeni o čtyři roky později, v prosinci 2008. Soud začal v květnu 2009 a v září 2009 byl jeden z podezřelých odsouzen za vraždu.

## Biografie
Byl synem cyklistického závodníka Vladislava Viktoroviče Něljubina (* 1947), účastníka LOH 1968 v Mexiku. Chodil do sportovní školy olympijských nadějí, kde byly za každého počasí čtyři tréninkové dávky denně. Později absolvoval Státní univerzitu tělesné kultury, sportu a zdraví P. F. Lesgafta.
Největšího úspěchu dosáhl v sedmnácti letech, kdy získal zlatou medaili na ve stíhacím závodě družstev na olympiádě v roce 1988 v Soulu. Stal se tak nejmladším olympijským vítězem v cyklistice. Na LOH 1992 v Barceloně soutěžil ve stíhačce družstev za Sjednocený tým rozpadlého Sovětského svazu a obsadil s ním šesté místo. Až do roku 1997 závodil mezi profesionály, aniž dosáhl výraznějšího výsledku.

## Smrt a vyšetřování
Okolo páté hodiny nad ránem 1. ledna 2005 vyšel Něljubin spolu s kamarády na roh ulic Rentgena a Lva Tolstého v centru Petrohradu, aby zapálili ohňostroj. Při tom se střetli se skupinou agresivních mladíků. Když Něljubina bodli do břicha, zhroutil se do sněhu a útočníci utekli. Záchranka přijela po hodině a půl, po čtyřhodinové operaci Něljubin zemřel v 11:40 na vykrvácení.
Policie jako součást vyšetřování prohledala okolní ubytovny a vytipovala dva podezřelé studenty medicíny, kteří však již z města zmizeli. K prvnímu zatčení došlo v květnu 2008 v Dagestánu. Na začátku prosince 2008 vyšetřovatelé oznámili, že mají čtyři podezřelé „původem z Kabardsko-Balkarska“, jak je zpočátku označovali. Později byla zveřejněna jména tří podezřelých. Podle úvodního sdělení vyšetřovatelů z prosince 2008 si podezřelý „spletl Něljubina se skinheadem“ a „připustil, že byl na místě činu a že měl nůž, ale nepamatuje si, jak potyčka probíhala a jak skončila“.
Vyšetřování podezřelých skončilo v květnu 20009, oba byli předáni soudu, jeden byl obviněn z vraždy. Vyšetřovatelé nezjistili žádný přímý motiv, takže nebyly uplatněny klauzule trestající zločiny z nenávisti. Podle tvrzení podezřelých, mysleli si, že Něljubin je nácek. Podle nich o novoroční noci byl jeden z jejich přátel ztlučen skinhedy a prosil o pomoc. Vyběhli z hostelu a vrhli se na Něljubinovu společnost, protože si mysleli, že to je parta skinů, která napadla jejich přítele. Soud s bratry Ažagojevými skončil v září 2009. Především na základě výpovědí očitých svědků byl jeden z nich odsouzen za vraždu k osmnácti letům. Druhý z bratrů dostal tři roky za výtržnost.